# Сирийская кухня
Сирийская кухня (араб. مطبخ سوري‎) включает в себя кулинарные традиции и обычаи современной Сирии, объединяющие привычки людей, поселившихся в Сирии на протяжении всей ее истории. Она представляет собой разновидность арабской кухни с сильными местными традициями, в которых заметно кавказское, турецкое и французское влияние. Сирия — страна с древней земледельческой культурой, где отсутствуют грубо приготовленные ингредиенты. Много перемолотой (киббех, фалафель), пастообразной пищи (хумус). Распространены блюда из баклажана (мусака). Присутствуют и вареные бобы (Фул медамес), напоминающие о ветхозаветной чечевичной похлебке. Нередко украшением основного блюда может быть рубленная зелень (табуле). Преобладают ореховые десерты и печенья (пахлава, польворон). Традиционными для Сирии являются кунжутные приправы (тахини).

## Общие сведения
На протяжении веков и тысячелетий средиземноморская кухня ассоциировалась с распространенными там религиями, что, естественно, повлияло на сирийскую кухню, и ее кухня менялась со сменой религий и их распространением в Сирии и по всему Средиземноморью. 
До возникновения христианства в Сирии существовало четыре основные кухни: римская кухня, основанная на хлебе, мясе и пиве, финикийская кухня, основанная на овощах, оливковом масле и вине, еврейская кухня, основанная на зерне, и сабейско-мандейская кухня, которая позже стала сирийской исламской кухней. С приходом христианства финикийская кухня превратилась в христианскую кухню, известную сегодня в Сирии как саамская кухня, а с XVI века в Сирии появились новые разновидности кухни — сефардская еврейская кухня и андалузская исламская кухня, которые привнесли такие блюда, как табуле и массака.
Во время и после окончания исламской эпохи среди семейного клана Омейядов было определяющим влияние арабской кухни. При династии Аббасидов все большее влияние стала оказывать персидская кухня . После прихода к власти в Сирии Османской империи более устойчивой стала турецкая кухня. Присутствует влияние французской кухни, поскольку с 1926 по 1946 год Сирия была оккупирована французскими войсками.
Блюда сирийской кухни похожи на блюда регионов от южной Иордании до Ливана, от Западного побережья Средиземного моря до Евфрата. Эти регионы к востоку от Средиземного моря называются Левантом. Левант на протяжении веков был транзитной зоной для иностранных правителей и торговцев, которые сильно повлияли на традиции кухни. Кухня Леванта ароматная, отличается простым способом приготовления пищи, ее отличает обилие овощей и довольно небольшое количество мяса, Эта традиция впоследствии стала тенденцией в еде и в Европе. Левантинское влияние на сирийскую кухню отражено в ароматических специях, разнообразных овощах и бобовых.

### Сезонный характер
Сирийская кухня имеет ярко выраженный сезонный характер. В прошлом земледелие и животноводство являлись основным занятием населения. Поэтому выращенные сельскохозяйственные продукты, а также молочные продукты и мясо использовались на кухне. Каждый сезон предлагает разные ингредиенты. Весной зеленые, дикорастущие растения такие, как тимьян, одуванчик, мальва и мята используется для приготовления типичных весенних блюд. Весной также собирают различные травяные растения, нут, виноградные листья и бобы. Весенние сочные и жирные пастбища для скота являются основой для сливочного сыра, йогурта и масла. В летних блюдах используются многие сорта фруктов, овощей и трав, помидоры, огурцы, стручки бамии , садовые бобы, арбузы, плоды кактуса и абрикосы. Летом происходит сбор пшеницы. В осенних блюдах используется виноград, кукуруза, оливки и орехи. В это время года происходит сбор айвы, тыквы и яблок. Для зимних блюд используются запасенные заранее фрукты, овощи, злаки, бобовые, напитки и молочные продукты . Круглый год используется лук и оливковое масло. Еще 5000 лет назад оливковое масло использовалось в сирийской кухне. Основная фишка кухни — использование специй и свежих трав.

### Региональные особенности
Географическое положение в разных регионах Сирии влияет на кухонные блюда и является основой многих региональных блюд. В Средиземноморье рыбные блюда имеют большее значение, чем в горных районах. На Средиземноморском побережье страны едят много морской рыбы, а в селениях по берегам Евфрата — речной. Земледелие или животноводство по-разному распределены на региональном уровне в Сирии. В прибрежных и речных ландшафтах, а также в горных районах развито земледелие (Дамаск, Алеппо, Хомс, Хама и сирийское побережье). В других районах преобладает животноводство (Дейр эз-Зор, Ракка, а также пустынные и горные районы в сельской местности Латакии, Сувейды и Дамаска). Пастухи-бедуины перегоняют свои стада с места на место в зависимости от сезона и погодных условий. При этом кухня адаптируется к региональным и сезонным условиям. Зимой бедуины в основном проживают в пустынных районах, а в теплое время года мигрируют в культурные земли и горные районы. В горах мясо дичи обогащает кухню наряду со свежими ингредиентами. В регионах с усиленным животноводством блюда из говядины и овец, а также молочные продукты составляю основу кухни.

### Основные ингредиенты
Основными ингредиентами сирийской кухни являются пшеница, нут, оливки, помидоры, абрикосы, гранаты, финики и инжир. В качестве приправ используется мята, кориандр, петрушка, кардамон, корица, шафран, кунжут и тмин. Довольно популярной в Сирии является такая смесь как затар — порошок, состоящий из различных специй. В его состав может входить тимьян, кунжут, тмин и другое. Мясо, используемое в приготовлении, - это в основном баранина и птица, в прибрежных районах также рыба. Свинина, как и во всех мусульманских странах, не обрабатывается и не употребляется в пищу, однако в изобилии добавляются чеснок, лук и оливковое масло. В качестве кисломолочных продуктов используются чаще всего те, которые приготовлены из овечьего молока. Козье и коровье молоко используется очень редко.
В Сирии очень полезная традиция – считать свежесть продуктов первостепенной. Продукты ежедневно покупаются свежими, особенно это касается овощей и фруктов, которые в благоприятном климате растут практически круглый год. При этом большинство магазинов специализируются на одном типе продуктов питания, некоторые пекарни даже на отдельных хлебобулочных изделиях, некоторые, например, на лепешках, другие — на выпечке в европейском или восточном стиле. Чаще всего сирийцы из-за экономии покупают необработанные, неочищенные продукты в больших количествах, и перерабатывают их дома.
Рынки предлагают местные фрукты и овощи, а также мясо и хлеб. Постоянные продукты питания, такие как рис или мука покупаются в супермаркетах. Замороженные продукты почти не используются в сирийской кухне. В качестве гарнира к блюдам покупается лаваш, в сельской местности обычно пекут домашние лепешки.
В прибрежных регионах часто употребляется напиток аль-мате, напиток с кофеином,приготовленный из измельченных листьев йерба мате.
Сирийскую кухню можно назвать диетической и полезной потому, что основными продуктами, которые используют для приготовления блюд, являются всевозможные овощи, кисломолочные продукты, зерновые культуры и специи.

### Культура питания
Общей для всего Средиземноморья является постоянная готовность к визиту гостей. По сирийским традициям все блюда в Сирии приносят на большом подносе и подают одновременно. Есть можно все, что приглянется. Маленькими порциями никто не готовит и не подает, потому посуда и кухонная утварь огромных размеров. Гостю, не позволят встать из-за стола, пока на нем остается пища, а с другой стороны, гость своим аппетитом демонстрирует отношение к хозяину: чем больше он съел, тем большее уважение он выказывает. Едят в Сирии правой рукой, а в левой держат плоский хлеб (хубз — арабское слово, обозначающее хлеб), помогая при еде. Хлеб служит одновременно и посудой – для сбора кусочков пищи – или салфеткой, чтобы незаметно вытереть немного соуса с пальцев. Индивидуальные тарелки, вилки и ножи обычно не сервируют, но по просьбе гостя они обязательно появятся. Ограничения в пище касаются, прежде всего, мусульманского запрета на алкоголь и свинину.
Многие блюда сирийской кухни необычайно трудоемки, поскольку сирийцы очень любят фаршировать и взбивать различные продукты. К таким блюдам можно отнести фаршированные кабачки (махши), виноградные листья (сарма), а также киббех (или кубба) — это шарики из бургуль, нафаршированные мясом с гранатом и орехами.

## Режим питания
В сирийских домохозяйствах готовят ежедневно. Посещение ресторана только по особым случаям. Традиционное основное блюдо готовится из свежих продуктов и употребляется всеми вместе в семейном кругу. Фрукты обычно поступают из собственного сада или с орошаемых полей. Основной стол составляют три блюда. Первое блюдо состоит из одной или нескольких закусок, известных как меззе, обычно подается вместе с арабским хлебом перед основным блюдом сирийской кухни. Затем следует основное блюдо с постным мясом или овощами и гарнирами, такими как рис, булгур и лепешки. В завершение подается десерт, например, печенье с кунжутом или манной крупой. Многие рецепты датируются, по крайней мере, XIII веком.

### Завтрак
Как и во многих других странах, в Сирии употребляют на завтрак кофе или черный чай с сахаром, едят лепешки с фул медаммес, оливками, мусаббахой (кашей из нута), а также джемом или сыром. (Известные местные сыры халлуми, аккави, балади или Meshallala) Типичное блюдо на завтрак Таамея ( или Фалафель), которые рано утром завозятся в продуктовые лавки. Также готовят яичницу или омлет.
В качестве позднего завтрака в выходные дни многие сирийские семьи едят похожие на пиццу лепешки (манакиш), покрытые тимьяном, сыром или фаршем. Их можно купить во многих пекарнях Леванта.

### Обед
Обед в сирийской кухне с 13 до 16 часов, по возможности в семейном кругу. Обед состоит из нескольких блюд, которые включают супы и закуски, а также десерт. Предпочтения в основном блюде разные. Они варьируются от йогурта с мясом и луком, альшакерих, до киббех (пельмени из булгура с нарезанным и луком) до шашлыка дайри (лаваш, фаршированный особенно острым мясом). В качестве гарнира обычно едят рис или булгур.
В полдень многие кулинарные кухни предлагают так называемый фатаир. Это фаршированные пельмени, а также шаурму или шашлык из куриного мяса, шиш тавук.

### Ужин
Ужин приходится на время между 19 и 22 часами. Он бывает легкий и включает в себя ингредиенты, аналогичные завтраку, но он также может быть и сытным. В зависимости от предпочтений и региона горячую еду употребляют не реже одного раза в день, но также могут готовить дважды в день.
Начинается ужин с различными меззе, которые могут быть также основной едой. Эти маленькие блюда могут быть намазаны сливочными пастами, такими как хумус и соус из баклажанов (батериш), добавляются к жареным или маринованным овощам (мусака) с йогуртовым соусом (кашк) или посыпаются хлебом с общей тарелки. Свежие салаты из помидоров, пшеницы и нарезанной петрушки (табуле), также входят в число закусок.
В качестве основного блюда обычно подают мясо на гриле (машави) из курицы или говядины, к нему в качестве гарниров подают свежий лук, петрушку или жареные помидоры; кроме того — фаршированные кабачки или баклажаны (макдус), запеканка, мясные шарики в томатном соусе, давуд-паша. Еще одно блюдо, типичное для сирийской кухни, - это стручки бамии, приготовленные в томатном соусе, по-арабски бамья( بامية )

## Основные блюда

### Меззе
Меззе — набор закусок, которые обычно подаются вместе с арабским хлебом до основного блюда в сирийской кухне, за ним следует кофе со сладкими кондитерскими изделиями и / или фруктами.
Разнообразие горячих и холодных закусок отличает сирийскую кухню. Их подают в начале каждой сирийской трапезы. Помимо салатов и орехов, на общественных мероприятиях на середину стола часто подается до 40-50 небольших закусок, называемых меззе. Типичные закуски включают фаттуш, хумус и табулех. Во всем Леванте жива традиция меззе, которая зародилась еще во времена Османской империи. Тип блюд меззе сильно варьируется как в сезонных, так и в региональных вариантах. Меззе с рыбой распространены в морских районах. В горах в основном подают блюда меззе с мясом. Свежие салаты и летние фрукты являются типичными закусками летом.
| Название блюда                    | Описание |
| --------------------------------- | --- |
| Баба гануш (بابا غنوج)            | пюре из баклажан, смешанных с приправами |
| Батериш (باطرش)                   | пюре из жареных баклажанов |
| Фалафель (فلافل)                  | жареный во фритюре шарик или пирожок, приготовленный из молотого нута, фасоли или того и другого                                                                |
| Фасулийя би-з-зейт (فاصوليا بزيت) | зеленая фасоль с оливковым маслом, лимоном и чесноком |
| Фатте (فتّة)                       | кусочки арабского хлеба, покрытые другими ингредиентами |
| Фаттет-аль-макдус (فتّة المكدوس)   | Фатте с макдусом и мясным фаршем |
| Фатте би-ль-ляхм (فتّة باللحم)     | Фатте и мясом |
| Фатте би-с-самн (فتّة بالسمن)      | Фатте приготовленный из говяжьего или овечьего жира |
| Фаттех би-з-зейт (فتّة بالزيت)     | Фатте приготовленный на растительном, кукурузном или оливковом масле                                                                                            |
| Фатте дажаж (فتّة دجاج)            | Фатте с курицей |
| Фаттуш (فتوش)                     | салат, приготовленный из нескольких садовых овощей и поджаренных или жареных кусочков лаваша                                                                    |
| Харрак Эсбао (حراق اصبعو)         | чечевица с тестом |
| Хумус (حمص)                       | соус или спред, приготовленный из вареного нутового пюре, смешанного с тахини, оливковым маслом, лимонным соком, солью и чесноком                               |
| Хумус би-л-лахм (حمص باللحم)      | хумус с мясом сверху |
| Джез мез (جظ مظ)                  | разновидность шакшук, блюдо из яиц-пашот из Магреби, приготовленное в соусе из помидоров, оливкового масла, перца, лука и чеснока                               |
| Кашк (كشك)                        | разновидность йогурта |
| Киббех (كبة)                      | на Ближнем Востоке блюда из булгура, рубленого мяса и специй |
| Лабне (لبنة)                      | процеженный йогурт, который по вкусу похож на сливки или сметану, только более терпкий                                                                          |
| Лахм би-аджин(لحم بعجين)          | тонкий кусок теста, покрытый мясным фаршем и овощами. |
| Макдус (مكدوس)                    | Фаршированные и маринованные баклажаны |
| Макмур (مكمور)                    | нарезанные кабачки с рисом |
| Мусаккаа (مسقعة)                  | баклажаны на гриле (баклажаны), протертые с оливковым маслом, помидорами, луком и чесноком                                                                      |
| Мухаммара (محمرة)                 | соус из острого перца из Алеппо, приготовленный из алеппского перца                                                                                             |
| Мутаббал (متبل)                   | пюре из баклажанов (баклажанов), смешанное с тахини, оливковым маслом, солью и чесноком                                                                         |
| Шакерия (شاكرية)                  | мясо, варёное в йогурте |
| Табуле (تبولة)                    | булгур, мелко нарезанная петрушка, мята, помидор, зеленый лук, лимонный сок, оливковое масло и приправы                                                         |
| Маклюбе ( مقلوبة,)                | мясо, рис, жареные овощи и помещают в кастрюлю, которая переворачивается перед тем, как выложить это блюдо на стол, буквально переводится как «вверх-вниз».     |
| Бургуль                           | пшеница, отваренная на пару, высушенная и перемолотая. Ее добавляют во многие блюда, бургуль обязательно должен бать на столе во время всех праздничных обедов. |

### Сарма
Сарма — фаршированные виноградные листья. Блюдо, представляющее собой начинённые овощи или листья (как правило, виноградные), голубцы в виноградных листьях. Начинка как правило готовится из мясного фарша с рисом.
| Название блюда   | Описание                                                                                          |
| ---------------- | ------------------------------------------------------------------------------------------------- |
| Ябрак (يبرق)     | Виноградные листья, фаршированные рисом и мясным фаршем, приготовленные и поданные горячими       |
| Яланжи (يالانجي) | Виноградные листья, фаршированные рисом и разнообразными овощами, подаются горячими или холодными |

### Кебаб
Кебаб (كباب)— блюдо из жаренного мяса, готовится на гриле, преимущественно из баранины.  Подается с острым томатным соусом и алеппским перцем. Существует около 26 вариантов сирийского кебаба.
| Название блюда             | Описание |
| -------------------------- | --- |
| Кебаб халаби (كباب حلبي )  | Известен также как "алеппинский кебаб"                                                                          |
| Кебаб хинди (كباب هندي)    | Готовится из рулета из баранины, с томатной пастой, луком, стручковым перцем и гранатовой патокой               |
| Кебаб камайе (كباب كميه)   | Готовится из мягкого мяса с кусочками трюфеля, луком и различными орехами                                       |
| Кебаб караз (كباب كرز)     | Готовится из фрикаделек из баранины с вишней и вишневой пастой, кедровыми орехами, сахаром и гранатовой патокой |
| Кебаб хашхаш (كباب خشخاش)  | Готовится из рулета из баранины или говядины с пастой из перца чили, петрушки, чеснока и кедровых орехов        |
| Кебаб синийет (صينيّة كباب) | Готовится из постного фарша из баранины, подается на подносе с перцем чили, луком и помидорами                  |

### Киббех
Киббех (куббе, Kubbeh) — сирийское блюдо, представляет собой своеобразные пирожки из дробленого булгура и фарша ягнёнка со специями и луком с различными начинками. Киббех жарят, запекают, готовят на гриле. Считается национальным сирийским блюдом. По умению хорошо и быстро готовить киббех в Сирии оценивают невесту и будущую хозяйку дома.
| Название блюда                    | Описание                                                                                                   |
| --------------------------------- | --- |
| Киббех биссинийех (كبّة بالصينيّة ) | Тарелка запеченного куббе                                                                                  |
| Киббех халаб (كبّة حلب)            | Куббе с рисовой корочкой; хотя этот рецепт назван в честь Алеппо, он, по-видимому, иракского происхождения |
| Киббех хамид (كبّة حامض)           | Куббе с лимонным соком                                                                                     |
| Киббех лабаньех (كبّة لبنيّة)       | Приготовленный куббе с йогуртом                                                                            |
| Киббех корас ((كبّة أقراص (مشوية)  | Куббе на гриле                                                                                             |
| Киббех найех (كبّة نيّة)            | Сырой куббе                                                                                                |
| Киббеж сафаржалех (كبّة سفرجليّة)   | Куббе с айвой                                                                                              |
| Киббех суммайех (كبّة سمّاقيّة)      | Куббе с сумахом                                                                                            |

### Махши
Махши - известное во многих ближневосточных странах блюдо, подаваемое в Сирии, готовится из овощей (обычно кабачков —كوسا / куса,или баклажанов — باذنجان / бадхинджан) фаршированных (محشي / махши) говяжьим фаршем, бараниной или ягнятиной, орехами и рисом.

## Уличная еда
Одна из многих достопримечательностей Дамаска — уличная еда, которая есть повсюду. Буквально на каждом шагу можно увидеть киоск с шаурмой — операторы одеты в безупречно белые наряды и устраивают отличное шоу, разрезая вашу шаурму на сэндвич. Шаурма в сирийском стиле очень вкусна – и ее трудно сравнить с чем-либо. Отборные кусочки нарезанной курицы жарятся весь день, медленно поворачиваясь. Продавец шаурмы прижимает лепешку хлеба к мясному вертелу, впитывая часть соков, затем ненадолго прижимает к металлической решетке, чтобы немного поджарить хлеб. Шаурму ловко нарезают небольшими кусочками, стараясь поймать идеально подрумяненные кусочки, затем подают ложку чесночного майонеза, смешанного с йогуртом, и ломтики очень кислых соленых огурцов. Лепешку сворачивают в рулон и заворачивают в вощеную бумагу. Средняя цена шаурмы в Дамаске составляет 50 сирийских лир (около 50 центов США).
Еще одна популярная закуска – фалафель – котлеты из нута, обжаренные во фритюре до золотисто – коричневой хрустящей корочки снаружи, с жевательной начинкой внутри. Похожие блюда есть и в других арабских странах. Шарики заворачивают, как шаурму, в лепешку и подают с ломтиками помидора и лука.
Фуул можно найти повсюду в Дамаске на разноцветных тележках. Это суповая смесь нута, лимонного сока и бобов фава, которую едят на завтрак. Они похожи на маленькие тележки с попкорном, с большим дуршлагом посередине, наполненным топливом, который подается горячим и свежим в течение всего дня. Его разливают ложкой по тарелкам, затем выдавливают в него пару долек лимона – острых и острых.
| Название                     | Описание |
| ---------------------------- | --- |
| Буза (بوظة)                  | Мороженое известно своей эластичной текстурой, которая обусловлена наличием мастики |
| Фалафель (فلافل)             | Жареные шарики или пирожки со специями, пюре из нута, чаще всего подаются в арабском хлебе, с солеными огурцами, тахиной, хумусом, сумахом, салатом из нарезанных овощей и часто, шаттех, острым соусом, тип которого зависит от производителя фалафеля                                                                                             |
| Каак (كعك)                   | Кольца хлеба, приготовленные из фарины и других ингредиентов, обычно посыпанные семенами кунжута, иногда подаются на стол в сопровождении сирийского сыра; маслянистая и подслащенная версия, наполненная измельченными финиками или грецкими орехами, употребляется в качестве десерта, обычно подается с сыром в форме шнурка (джибне машаллале). |
| Манакиш (или Сфиха) (مناقيش) | Тесто, посыпанное тимьяном, сыром или мясным фаршем; его можно нарезать ломтиками или сложить, и его можно подавать как на завтрак, так и на обед |
| Шаурма (شاورما)              | Нарезанное и маринованное мясо, срезанное с вертела для жарки и начиненное арабским хлебом или иногда багетом, отдельно с хумусом или с дополнительными гарнирами, такими как свежий лук, картофель фри, салаты и соленые огурцы |
| Фуул                         | Суповая смесь нута, лимонного сока и бобов фава, которую едят на завтрак. |

## Сладости
Помимо пахлавы, которую подают в домашних условиях, в сирийской кухне популярны кнафе и канаеф (закрученное тесто, запеченное в нитках), начиненное сыром или орехами и покрытое сиропом. Приготовление сладких блюд очень сложное, поэтому их в основном покупают в специализированных магазинах, которые предлагают сладости и другие десерты в дополнение к тортам.
Мороженое очень популярно и традиционно смешивается с мастикой (буза), которая придает крему более жевательную консистенцию, чем традиционное мороженое.
| Название                                               | Описание |
| ------------------------------------------------------ | --- |
| Пахлава (بقلاوة)                                       | Слоеное тесто, начиненное орехами, вымоченное в медовом сиропе и обычно вырезанное в форме треугольника или ромба |
| Базарек (برازق)                                        | Разновидность кунжутного печенья, приготовленного из белых семян кунжута, масла, сахара, молока и меда |
| Басбуса (بسبوسة)                                       | Сладкий пирог из вареной манной крупы или фарины, пропитанной простым сиропом |
| Башнина (البشمينا)                                     | Изготавливается в основном из муки с медовым сиропом. |
| Билатат джаханам (بلاطة جهنم означает "Адская плитка") | Изготавливается в основном из сахара и муки с красным пищевым красителем |
| Crêpe (كريب)                                           | Очень тонкое французское печенье с маслом и сахаром |
| Газель аль-банат (غزل البنات)                          | Сахарная вата, начиненная фисташками или орехами кешью |
| Халавет хомсиех (حلاوة حمصيّة)                          | Также известный как аль-Курмашлия, приготовленный из муки, воды и соли, обжаренный с маслом до образования маленьких кусочков, которые впоследствии будут окрашены                                                                                    |
| Халавет эль Джибн (حلاوة الجبن)                        | Тесто, свернутое в рулет и начиненное сыром или густыми молочными сливками, подается с медовым сиропом |
| Халва (حلوة)                                           | Кусок кунжутной пасты, усыпанный фруктами и конфетами/сладостями |
| Хайталия (هيطلية)                                      | Что-то вроде молочного пудинга |
| Кнафе (كنافة)                                          | Десерт из кондитерских изделий на шнурках, фаршированный сладким белым сыром, орехами и сиропом |
| Маамуль (معمول)                                        | Печенье, начиненное финиками, фисташками или грецкими орехами и сформованное в деревянной форме под названием таби (طابع), популярное сладкое на христианские праздники (Пасха), мусульманские праздники (Ид аль-Фитр) и еврейские праздники (Пурим). |
| Мамуниех или мамуния (مامونيّة)                         | Смесь манной крупы и топленого масла, сваренного на медленном огне в воде с сахаром, обычно подается с соленым сыром или молочными сливками, называемыми киштех (قشطة)                                                                                |
| Мухаллеби (مهلبية)                                     | Разновидность молочного пудинга |
| Набулсиех (نابلسيّة)                                    | Слой полусоленого сыра Набулси, покрытый тестом из манной крупы и политый медовым сиропом (قطر) |
| Катаеф (Канафех) (قطايف)                               | Тесто из манной крупы, фаршированное пастой из сладких грецких орехов или молочных сливок, с медовым сиропом (قطر) |
| Камар аддин (قمر الدين)                                | Паста из кураги |
| Рахат-лукум (راحة)                                     | Кондитерское изделие на основе геля из крахмала и сахара |
| Рисовый пудинг (رز بحليب)                              | Приготовлено из риса, смешанного с водой или молоком и другими ингредиентами, такими как корица |
| Симсимия (السمسمية)                                    | Кондитерское изделие из семян кунжута, сахара или меда с добавлением сапонарии |
| Сувар ас-ситт (سوار الست "женский браслет")            | Выпечка в форме диска, пропитанная медовым сиропом , в то время как центр покрыт измельченными фисташками |
| Тадж аль-малик (تاج الملك "королевская корона")        | Круглое сухое тесто, центр которого заполнен фисташками, орехами кешью или другими орехами |
| Джалеби (زلابيّة)                                       | Тонкие листы теста из манной крупы, отварные, раскатанные и фаршированные фисташками или молочными сливками, называемые киштех (قشطة) |
| Знад ас-ситт (زنود الست "женские объятия")             | Выпечка Филло с различными начинками |
| Польворо́н                                              | вид андалусского песочного печенья, ведущий своё происхождение из Леванта. Его делают из муки, сахара, молока и орехов. |

## Сыры
| Название                     | Описание |
| ---------------------------- | --- |
| Аккави                       | белый рассольный сыр, происходящий из города Акра, Израиль. |
| Халлуми                      | полутвердый, незрелый, рассольный сыр |
| Джибне арабия (Арабский сыр) | мягкий белый сыр, распространённый по всему Ближнему Востоку. |
| Джибне байда                 | белый твердый сыр с ярко выраженным соленым вкусом |
| Джибне хадра                 | разновидность струнного сыра, родом из Сирии, также известная как Джибне мшалалех |
| Шанклиш                      | мягкий творожный сыр из козьего молока, сформированный в виде шариков, обвалянных в пряных травах. Бывает в двух видах: ариш (свежий) и мэстуин (зрелый).                                                                         |
| Набулси                      | белый соленый сыр из овечьего или козьего молока, полутвердый, без газовых отверстий. При нагревании становится мягким и эластичным. Его едят в свежем виде или обжаренным в масле. Является основным ингредиентом десерта кнафе. |
| Балади                       | это мягкий белый, гладкий сливочный сыр с мягким вкусом, обычно намазываемый на свежий хлеб или крекеры и чаще всего употребляемый на завтрак или как закуска.                                                                    |
| Кенафа                       | это несоленый, очень свежий, мягкий сыр, который легко тает. Его используют в качестве основы для десертов со сладким сыром. |
| Майдуль                      | соленый белый сыр, состоящий из толстых прядей, сплетенных вместе (отсюда и название) |
| Шелал                        | соленый белый сыр, состоящий из нитей, сплетенных вместе. |
| Чаркассия                    | мягкий, свежий сыр |
| Трессе                       | также известный под арабским названием Джибне мшаллале, является разновидностью струнного сыра, происходящего из Сирии. |
| Туркомани                    | мягкий пористый сыр с нежным вкусом. |

## Напитки
Подслащенный чай обильно пьют в любое время суток. Кофе подают во многих случаях, таких как посещение друзей, свадьбы, деловые встречи или похороны, с приготовлением кофейного порошка с подслащенной водой. Кофе пьют сладким и крепким и, как правило, с кардамоном.
В Сирии популярен мате, изначально аргентинский напиток, особенно среди семей друзов. На большинстве любых общественных мероприятий люди будут пить мате из крошечных чашек с соломинкой. Несколько ложек сухих травянистых листьев кладут в крошечную чашечку, заливают кипятком и большим количеством сахара.
При рождении ребенка или при другом счастливом событии пьют муггели — пряный, традиционный чай со вкусом душистого перца и корицы, иногда приготовленный с плавающими сверху грецкими орехами. Еще один горячий напиток — каммун, который обычно пьют зимой, содержащий тмин, соль и воду.
К блюдам часто добавляют газированную воду, а также фруктовые соки, такие как апельсиновый, гранатовый или лимонный сок со свежей мятой. Как и турецкая кухня, сирийская кухня также знает айран — напиток из йогурта, воды и соли, похожий на кефир. На рынках есть киоски с холодными напитками из тамаринда или соком солодки, в зависимости от сезона.
В арабском мире употребление алкоголя запрещено исламом, поэтому в Сирии не так много баров и ресторанов где его подают. Однако в сирийских городах имеет место смешение различных культур — христианская, еврейская, ислам и так далее, поэтому употребление алкоголя не всегда осуждается. Арабы не являются большими любителями алкогольных напитков и, как правило, пьют вино или пиво во время еды. Среди крепких алкогольных напитков наиболее распространен арак — водка со вкусом аниса. Напиток очень похож на турецкую ракию или греческое узо. Его употребляют не из бутылки, а наливают в крошечный стакан небольшое количество, добавляют воду, а затем лед. После того как прозрачная жидкость становится белой и мутной ее выпивают залпом. Арак часто подается в качестве аперитива к закускам. В большинстве ресторанов можно найти пиво. Алкогольные коктейли встречаются довольно редко. Виноградные вина распространены совсем мало – в основном в христианских общинах.
| Название                                 | Описание |
| ---------------------------------------- | --- |
| Аль-мате (المته)                         | Напиток с кофеином,приготовленный из измельченных листьев йерба мате и поданный горячим                                                |
| Арак (عرق)                               | Дистиллированный спиртовой напиток прозрачного цвета, приготовленный из винограда и приправленный семенами аниса (анисовая водка)      |
| Айран (عيران)                            | Напиток на основе йогурта, смешанный с солью и водой                                                                                   |
| Джалляб (جلاب)                           | Фруктовый сироп, который можно смешивать с жидкостью для получения горячего или теплого напитка                                        |
| Поло (بولو)                              | Мятный лимонад |
| Белый кофе                               | Напиток без кофеина, приготовленный из воды и цветов апельсина, подслащенный сахаром по желанию, обычно подается вместо кофе.          |
| Каммун                                   | Горячий напиток, который обычно пьют зимой, содержащий тмин, соль и воду.                                                              |
| Камар аль дин (قمر الدين)                | Густой абрикосовый сок, обычно подаваемый на Ифтар во время Рамадана                                                                   |
| Салеп (سحلب)                             | Традиционный зимний напиток, приготовленный из муки из клубней орхидеи рода Orchis; муку салеп употребляют в напитках и десертах       |
| Сирийское пиво Аль шарк (البيرة السوريّة) | Напиток, приготовленный из солода, сброженного дрожжами, приправленного хмелем                                                         |
| Сирийский кофе (قهوة)                    | Напиток, приготовленный из слегка обжаренных кофейных зерен вместе с кардамоном и поданный в маленьких чашечках (как с турецким кофе). |
| Вино (نبيذ)                              | Алкогольный напиток, приготовленный из ферментированного винограда                                                                     |

## Хлеб
Пита — плоский пресный круглый хлеб из пшеничной муки, распространенный в странах Ближнего Востока. Особенность питы заключается в том, что внутри хлеба остается пустая полость, которую часто заполняют различными начинками.
Лахма (Lakhma) — молочный мягкий хлеб, популярный в Сирии и Греции (также известен под названием «cappadocia»). Традиционно выпекается в круглой оловянной форме и разрезается на треугольники.
Каак (Ka’ak) — хлебные кольца из фарины (манной крупы) и других ингредиентов, посыпанные семенами кунжута. Обычно подают на стол с сирийским сыром. Сладкая версия, начиненная измельченными финиками или грецкими орехами, подается в качестве десерта, обычно с сыром-косичкой (jibneh mashallaleh).

## Специи
Часто используются следующие приправы к блюдам: перец алеппо, семена кунжута, оливковое масло, лимонный сок, петрушка, мята. Перец алеппо из одноименного города является распространенной специей в регионе. Он умеренно острый и обладает богатым фруктовым ароматом. Обычно его высушивают на солнце и протирают между руками с оливковым маслом до полного впитывания. Затем измельчают для хранения.
Бахарат мушаккалех (baharat mushakkaleh) — смесь специй, часто используемая в сирийской кухне, обычно включает в себя черный перец, кориандр, корицу, гвоздику, зиру, кардамон, мускатный орех и паприку. Название происходит от слова арабского «bahār», которое переводится на русский как «специя».
Очень популярна в сирийской кухне специя сумах-это ключевой ингредиент салата фатуш. Маленькие красные плоды сушат и мелко измельчают, чтобы получить острую темно-фиолетовую пряность, которую обожают сирийцы.